# 日高郡 (北海道)
日高郡（日语：／ Hidaka gun */?）為日本北海道日高振興局的郡，位於日高振興局中部。

## 轄區
轄區包含1町：
- 新日高町（新ひだか町）

## 沿革
- 2006年3月31日：原靜內郡靜內町和三石郡三石町合併為新設立的新日高町，同時廢除靜內郡和三石郡，新日高町隸屬成立新的日高郡。（1町）